# Электроорган
Электрический орга́н (англ. Electronic organ) — электронный клавишный музыкальный инструмент, акустическим прототипом для конструирования которого послужили фисгармония и орган. Этим словом называют как электронные (генератор колебаний — электронные генераторы), так и электрические органы (генератор колебаний — колебательные системы со звукоснимателями, см. Орган Хаммонда).

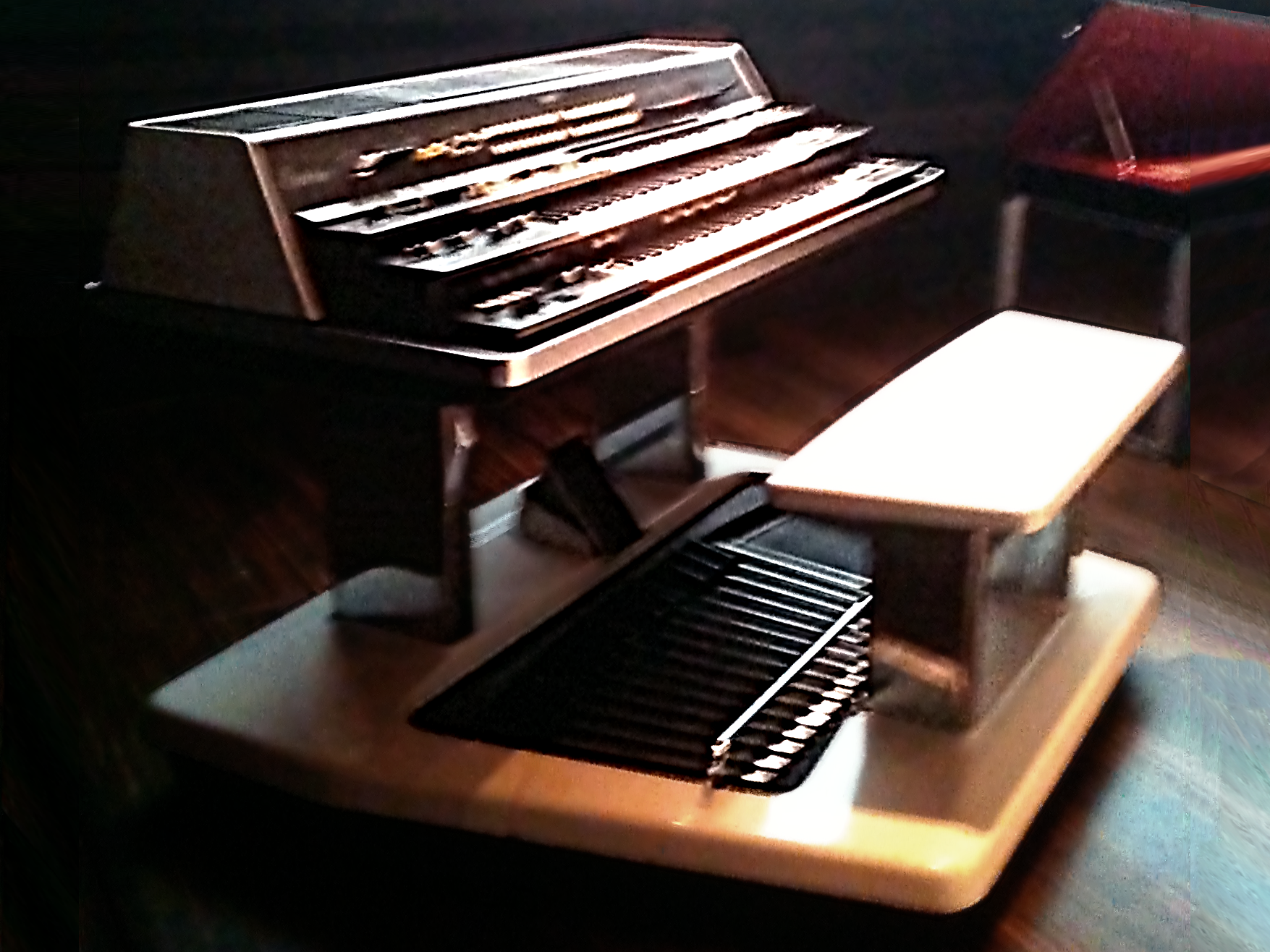
Ранний полифонический орган Yamaha GX1 с возможностью синтезирования звуков (1970-е годы)

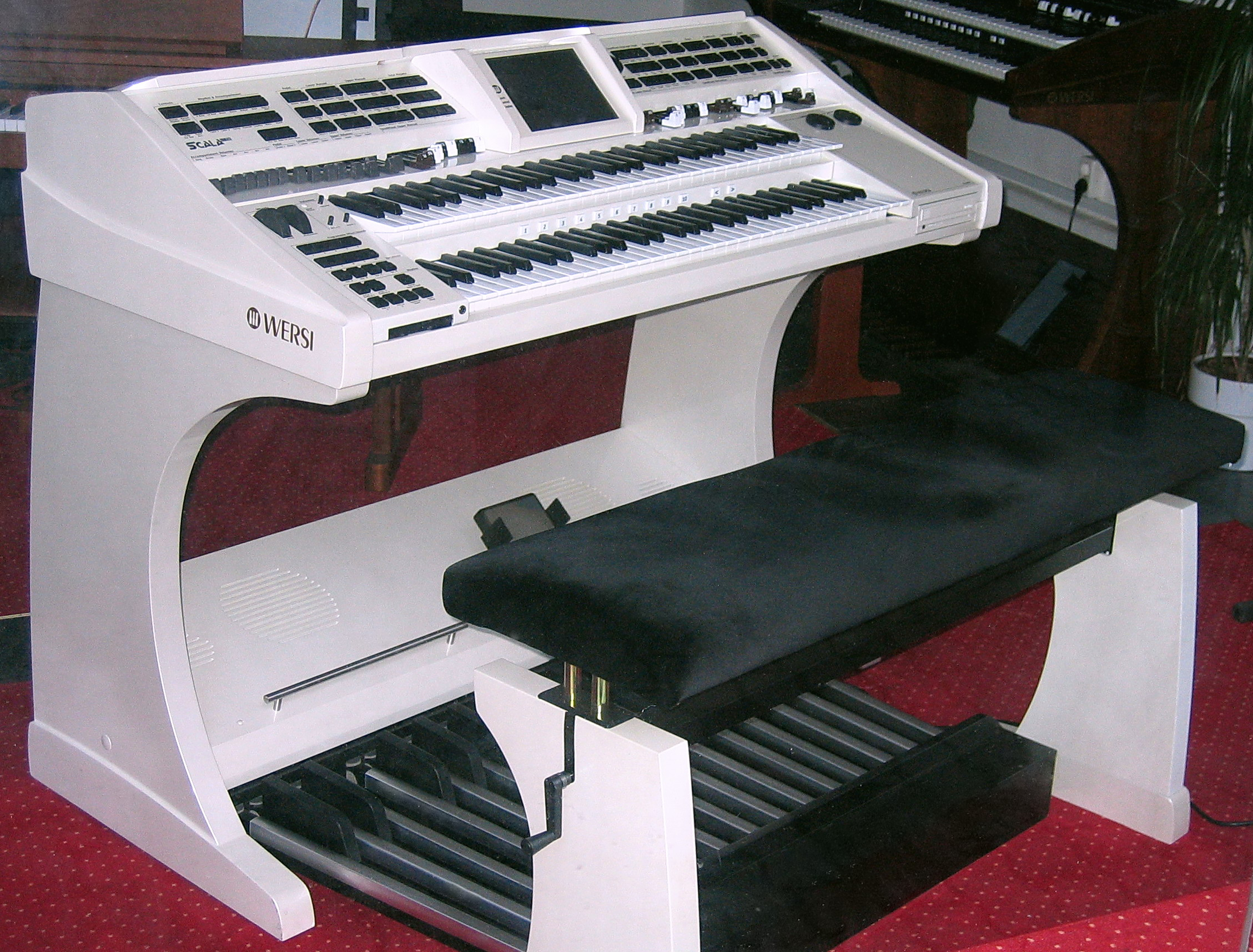
Программируемый орган WERSI Scala, 2002

## Возникновение и предназначение
Изначально электроорган был создан для электронной имитации звучания духовых органов, но затем электроорганы по их функциональному назначению подразделились на несколько типов:
- Церковные электроорганы, возможности которых максимально адаптированы для исполнения духовной музыки в храмах.
- Электроорганы, предназначенные для концертного исполнения популярной музыки, в том числе — джаза и рока.
- Электроорганы, предназначенные для любительского домашнего музицирования.
- Программируемые электроорганы, предназначенные для профессиональной студийной работы.